# Anders Wijkman (1655–1730)

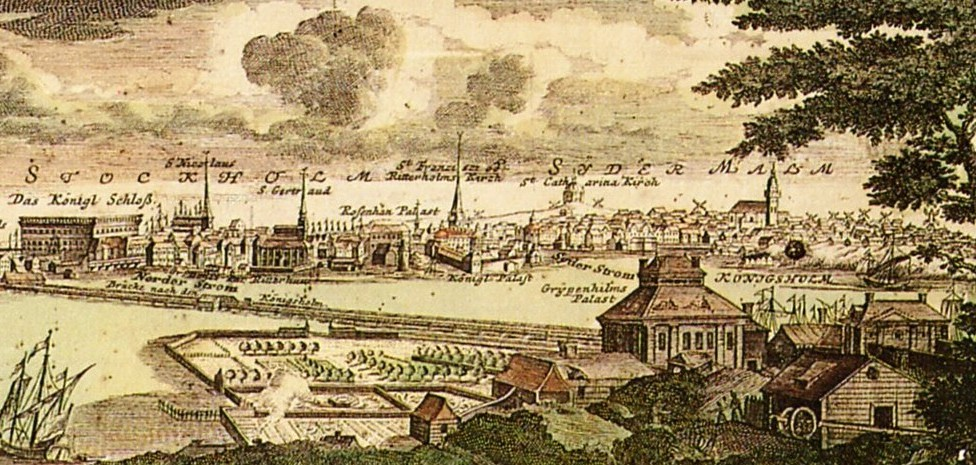
Gripenhielmska malmgården omkring 1700 med Stockholms siluett i bakgrunden. Kolorerat kopparstick från sekelskiftet 1700 upprättat av Anders Wijkman.

Anders Jönsson Wijkman (Wikman), född omkring 1655 sannolikt i Wikmanshyttan, Hedemora socken, Kopparbergs län, död 12 februari 1730 i Avesta, var en svensk etsare, kopparstickare, mynt- och sigillgravör.
Han gifte sig sannolikt 1688 med en dotter till myntgravören Johan Michelsson Planting och var far till myntgravören Johan Wikman och farfar till myntgravören Carl Johan Wikman. Han blev gravörlärling 1680 och efterträdde 1688 sin avlidne svärfar som gravör vid kopparmyntverket i Avesta där han var verksam fram till sin död. Under långa perioder under hans verksamhetstid var kopparmyntspräglingen helt nedlagd eller reducerad till ett minimum vilket tvingade honom att periodvis söka andra arbetsuppgifter. Han lön sänktes efterhand från 1000 daler silvermynt till 400 daler silvermynt vilket medförde att ha 1699 begärde understöd av kronan men hans begäran avslogs. Han fick 1710–1719 ett extra understöd om 100 daler silvermynt från staten som därefter höjdes till 200 daler silvermynt varav halva summan ansågs vara ersättning för att han utbildade sin son till gravör. Under den lönlösa tiden på 1700-talets första årtionde var han till stor del verksam i Stockholm där han utförde etsningar och kopparstick. Huvudsakligen blev det genealogiska tabeller, kartor och heraldiska vapen samt några fria konstkompositioner som Abrahams offer. Tidvis arbetade han även för myntverket i Stockholm där han bland annat skar stamparna till Jupiter, Saturnus och Phoebus. Han illustrerade i kopparstick Johan Tobias Geislers gruvkartböcker 1724. Wijkman finns representerad vid bland annat Uppsala universitets myntkabinett och Kungliga Myntkabinettet.